# Gymnobothrus rimulatus
Gymnobothrus rimulatus är en insektsart som först beskrevs av Karsch 1896.  Gymnobothrus rimulatus ingår i släktet Gymnobothrus och familjen gräshoppor. Inga underarter finns listade i Catalogue of Life.